# Michael Golden
Michael Golden (né en 1945) est dessinateur de bande dessinée américain, notamment connu pour avoir co-créé les personnages Bucky O'Hare et Malicia et les séries The 'Nam et Les Micronautes (avec Bill Mantlo au scénario), qui firent de lui l'un des dessinateurs Marvel Comics les plus populaires dans les années 1980.